# Deicide
Ne doit pas être confondu avec Peuple déicide.
Deicide est un groupe de death metal américain, originaire de Tampa, en Floride.
D'abord appelé Amon, le groupe s'est formé en Floride en 1987. Il compose deux démos : Feasting the Beast en 1987 puis Sacrificial en 1989. Peu de temps plus tard, le groupe choisit son nom définitif et sort son premier album homonyme.
Le bassiste et chanteur Glen Benton se fait marquer au fer rouge une croix inversée sur le front. Deicide a vendu environ 400 000 exemplaires de son album Legion, ce qui est un record dans le death metal. Deicide se proclame sataniste et le thème de toutes leurs chansons est opposé au christianisme. Ils sont interdits de jouer à de nombreux endroits comme d'autres groupes du même style.

## Biographie

### Débuts sous Amon/Carnage (1987–1989)

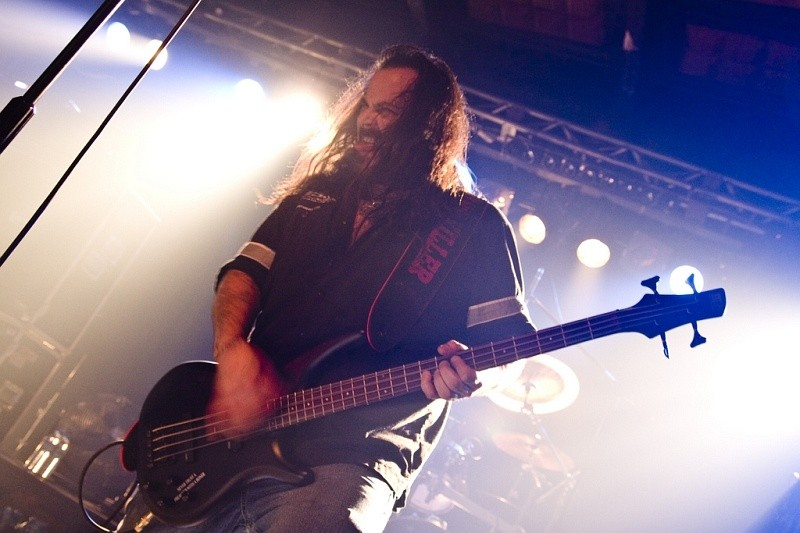
Le bassiste et chanteur Glen Benton, un des deux membres consistants de Deicide.

Deicide est formé le 21 juillet 1987 à Tampa, en Floride, lorsque Glen Benton reçoit un coup de téléphone du guitariste Brian Hoffman répondant à une annonce qu'il a fait paraître dans un magazine local. Hoffman, son frère et le batteur Steve Asheim sont d'anciens membres d'un groupe appelé Carnage, qui était en manque de bassiste et de chanteur. Carnage reprenait des chansons de Slayer, Exodus, Celtic Frost et Dark Angel.
Le nouveau groupe, appelé Amon, se compose donc de Benton (basse et chant), Hoffman, son frère Eric (guitare) et Steve Asheim (batterie). En un mois, ils enregistrent la démo huit titres Feasting the Beast dans le garage de Benton et joue de temps à autre dans la banlieue de Tampa. En 1989, Amon enregistre sa deuxième démo, Sacrificial, aux studios Morrisound Studios, avec le producteur Scott Burns. Le guitariste Phil Fasciana, du groupe Malevolent Creation, se rappelle d'un des premiers concerts effectués par Carnage : « C'était du Slayer mais en mille fois plus intense [...] À Carnage, ils s'étaient pris un mannequin qu'ils avaient rempli de sang et de tripes venant de chez le boucher... puis ils l'ont balancés par terre. Morbid Angel lâchait des pitbulls qui déchiquetaient tout ça. C'était vraiment chelou, mec. Il y avait de la barbaque partout. »

### Sous Deicide (1989–2004)

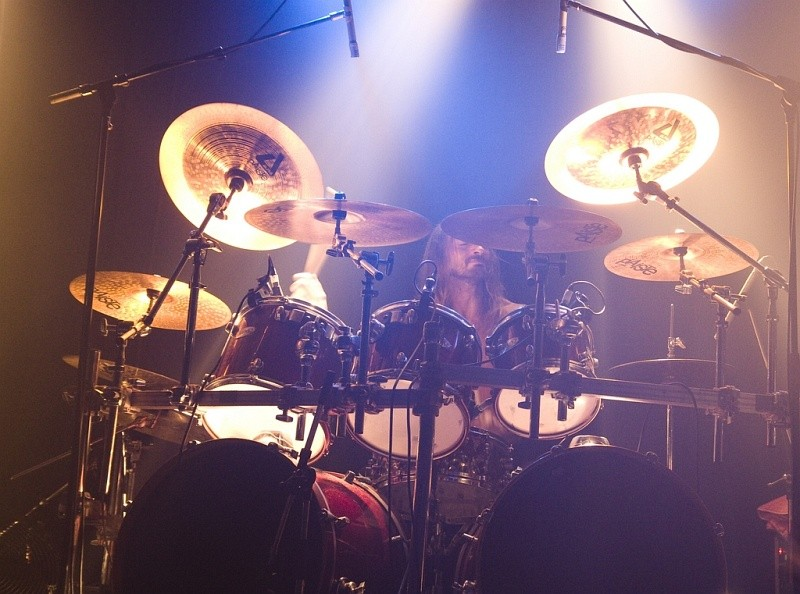
Steve Asheim de Deicide.

Benton se serait présenté chez l'A&R du label Roadrunner Records, Monte Connors, pour lui présenter une démo en disant « Signe-nous, sale enflure ! ». Le lendemain, ils signent un contrat chez ce label. En 1989, le groupe change son nom pour Deicide sous la demande de Roadrunner Records. Deicide publie ensuite son premier album homonyme, produit par Scott Burns aux Morrisound Studios, en 1990. Leur premier album comprend des versions réédités des chansons de Sacrificial.
Eric et Brian attribueront au groupe un style musical rapide et la structure définitive définie par leurs morceaux et solos de guitares techniques. Cette formation reste intacte jusqu'au 25 novembre 2004, à la veille d'un conflit entre Glen Benton et les frères Hoffman concernant les royalties. Les frères Hoffman reformeront Amon.
Dans les années 1990, alors que Deicide se produit à Stockholm dans le cadre d'une tournée en compagnie des Néerlandais de Gorefest, une bombe explose à proximité de la salle de concert. Si certains indices accréditent la thèse d'une opération menée par des organisations similaires à l'ALF en guise de représailles contre le groupe dont les paroles prônent les sacrifices d'animaux, Glen Benton de son côté impute l'attentat à des fans extrémistes de black metal, des groupes d'activistes en "guerre ouverte" contre les groupes de death metal américains comme Cannibal Corpse et Deicide, jugés comme étant une dérive musicale commerciale et parodique de la philosophie sataniste[réf. nécessaire].

### Période post-frères Hoffman (depuis 2004)

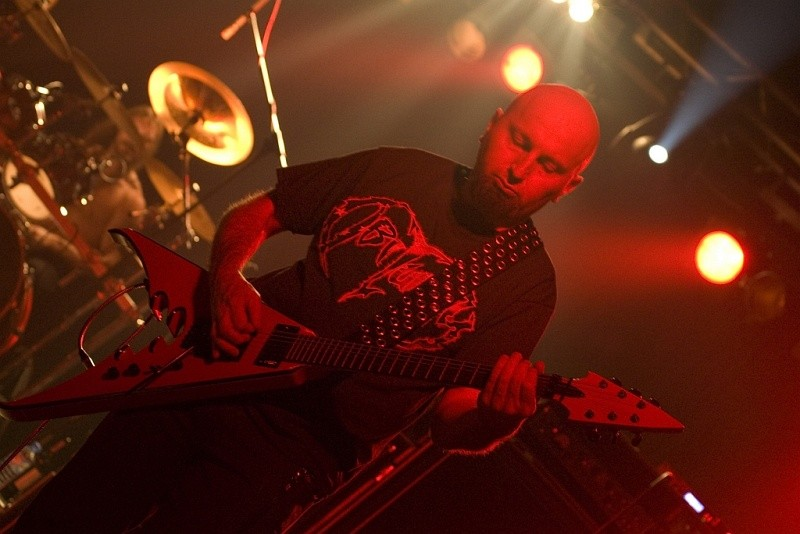
Jack Owen, guitariste du groupe entre 2004 et 2016.

Peu après, le rôle de guitariste est confié à Jack Owen (ex-Cannibal Corpse) et Dave Suzuki (Vital Remains). Après une tournée, Suzuki est remplacé par Ralph Santolla, ancien membre de Death, Iced Earth et Sebastian Bach. Santolla explique être catholique, ce qui a été mal reçu par certains fans de metal. Malgré cela, le huitième album de Deicide, The Stench of Redemption, est bien accueilli par la presse spécialisée,,,.
En janvier 2007, Benton quitte la tournée européenne pour revenir aux États-Unis, à cause de problèmes judiciaires. Asheim annonce l'arrivée de Seth van Loo, du groupe d'ouverture Severe Torture, et de Garbaty « Yaha », du groupe de death metal polonais Dissenter, comme remplaçants de Glen Benton à compter du 9 janvier aux Pays-Bas, jusqu'au retour de Benton. Celui-ci rejoint le groupe à Paris, le 13 janvier,. Le 24 mai 2007, le départ de Ralph Santolla est annoncé, car il rejoind Obituary pour participer à l'album Xecutioner's Return et à la tournée qui s'ensuit. Le 20 juillet 2007, le guitariste Jack Owen annonce la pause de Deicide ; il annonce aussi son arrivée au sein du groupe death/thrash Estuary pour leurs tournées. Le groupe joue une tournée dans les Balkans nommée Balkans AssassiNation Tour en octobre 2007 avec Krisiun, Incantation et Inactive Messiah.
En novembre 2007, Deicide commence à travailler sur son neuvième album aux studios Morrisound Recording. Intitulé Till Death Do Us Part, la suite de The Stench of Redemption (2006) promet d'être l'« album de Deicide le plus sauvage et agressif », selon la presse spécialisée. Le batteur Steve Asheim enregistre les morceaux de batterie et Benton commence à mixer les partis vocales en décembre. En avril 2008, deux chansons issues de l'album sont postées. Il est finalement publié le 28 avril 2008. À cette période, Benton hésite à se retirer de la musique.
En juin 2010, Glen Benton révèle le titre du prochain album de Deicide : To Hell With God. Il est produit par Mark Lewis aux Audiohammer Studios de Sanford, en Floride, et publié le 15 février 2011. Deicide publie son onzième album, In the Minds of Evil, le 26 novembre 2013. Le 9 octobre 2014, The Village Voice rapporte un nouvel album de Deicide prévu pour 2017. En novembre 2016, Jack Owen quitte le groupe et est remplacé par Mark English.

## Controverses
Les albums et les paroles de Deicide ont suscité une grande controverse, notamment en raison de leur thématique anti-chrétienne, comme dans les titres "Death to Jesus", "Fuck Your God", "Kill the Christian", "Behead the Prophet" et "Scars of the Crucifix", entre autres. Le batteur Asheim a déclaré : "Le but de la musique satanique est de blasphémer contre l'Église", "Je ne crois pas au diable ni ne l'adore. La vie est assez courte sans qu'il faille la gaspiller à faire tout ce truc organisé de prier, d'espérer, de souhaiter un être supérieur".
La controverse a surtout entouré le frontman Benton pour une série d'interviews percutantes et de déclarations. Benton a tracé une croix inversée sur son front à au moins 12 occasions différentes. Au cours d'une interview avec le magazine NME, il a abattu un écureuil avec un fusil à plomb pour éviter d'endommager davantage son système électrique dans le grenier où se tenait l'interview. Cet acte a attiré l'attention négative des critiques et de certains défenseurs des droits des animaux. Benton avait professé des croyances dans le satanisme théiste pendant les premières années de Deicide, prétendait abattre des rongeurs pour le plaisir, et affirmait qu'il croyait en la possession démoniaque et qu'il était possédé. Ces déclarations avaient finalement été considérées comme du sensationnalisme par les membres du groupe questionnés à ce propos. En outre, Benton a affirmé au début des années 1990 qu'il se suiciderait à l'âge de 33 ans pour avoir la même durée de vie que Jésus-Christ. Cependant, il a dépassé cet âge en 2000, répliquant en 2006 que ces déclarations avaient été des "remarques stupides" et que "seuls les lâches et les perdants" choisissent de se suicider.
Deicide s'est vu interdire de jouer dans plusieurs lieux (comme à Valparaiso, au Chili, à cause d'une affiche promotionnelle représentant Jésus-Christ avec un trou de balle dans le front) et dans divers festivals comme le Hellfest, après que plusieurs tombes eurent été peintes à la bombe avec "When Satan Rules His World", une référence à une chanson de leur troisième album. En outre, leur clip vidéo pour " Hommage for Satan ", qui met en scène des zombies éclaboussés de sang, et capturant un prêtre, a été interdit sur la chaîne de télévision musicale britannique Scuzz.
En 1992, Deicide est en tournée en Europe avec le groupe allemand Atrocity et Gorefest, un groupe néerlandais de death metal. À Stockholm, lors du concert de Gorefest, une bombe fut découverte sur scène et explosa dans le club où ils jouaient. La bombe était située à l'arrière de la scène, derrière une lourde porte ignifugée. L'explosion était assez importante pour déformer la porte et la faire sauter de ses charnières. Deicide a réussi à jouer trois chansons avant que la police ne décide d'arrêter le concert et d'évacuer le club. Dans un premier temps, Benton attribue cette attaque à la scène black metal norvégienne, où la forme de death metal de Deicide est méprisée. De nombreuses personnes ont rejeté la faute sur les militants des droits des animaux qui étaient furieux des paroles de Deicide sur le thème du sacrifice des animaux. 

## Médias
Dans le jeu de rôles humoristique et parodique INS/MV, il est précisé que le Prince-Démon Furfur a gagné son titre grâce au groupe Deicide. Son pouvoir démoniaque est d'ailleurs de provoquer le suicide, comme on en a accusé à tort les jeux de rôles et ce genre musical. Il est évident qu'il s'agit d'un clin d'œil/provocation délibérée de l'auteur Croc, lui-même fan de heavy metal et spécialiste de l'humour noir.

## Membres

### Membres actuels
- Glen Benton – chant, basse (depuis 1987)
- Steve Asheim – batterie (depuis 1987), guitare (2007-2008)
- Kevin Quirion – guitare (2008–2009, 2009–2010, depuis 2011)
- Mark English – guitare (depuis 2016)

### Anciens membres
- Brian Hoffman – guitare (1987–2004)
- Eric Hoffman – guitare (1987–2004)
- Ralph Santolla – guitare (2005–2007, 2008–2009, 2010–2011)
- Jack Owen – guitare (2004–2016)

### Membres live
- Dave Suzuki – guitare (2004)
- Seth Van Loo – chant (2007)
- Dariusz « Garbaty Yaha » Kułpiński – chant, basse (2007)

## Discographie

### Albums studio
- 1990 : Deicide
- 1992 : Legion
- 1995 : Once Upon the Cross
- 1997 : Serpents of the Light
- 2000 : Insineratehymn
- 2001 : In Torment in Hell
- 2004 : Scars of the Crucifix
- 2006 : The Stench of Redemption
- 2008 : Till Death Do Us Part
- 2011 : To Hell With God
- 2013 : In the Minds of Evil
- 2018 : Overtures of Blasphemy
- 2024 : Banished by Sin

### Albums live
- 1998 : When Satan Lives
- 2006 : When London Burns (DVD)
- 2007 : Doomsday L.A (DVD)

### Compilations
- 1993 : Amon, Feasting the Beast
- 2003 : The Best of Deicide